# Honoré Bonnet
Pour les articles homonymes, voir Bonnet.
Honoré Bonnet, né le 14 novembre 1919 à Jausiers (vallée de l'Ubaye) et mort le 22 février 2005 à Pra-Loup, est un moniteur de ski et un guide de haute-montagne devenu entraîneur national de ski alpin.

## Biographie
Maquisard pendant la Seconde Guerre mondiale, il intègre les chasseurs alpins en 1944.
Démobilisé en décembre 1945 il s'installe alors en Autriche jusqu'en 1957 et, de retour en France, devient moniteur de ski et guide de haute montagne.

## Carrière militaire
Après des études de médecine à Lyon, il s'engage dans l'Armée de l'air en 1940 en tant qu'élève-pilote. Maquisard en 1943, il est affecté sur le front des Alpes en 1944 au 11e bataillon de chasseurs alpins. Après la guerre, il est instructeur puis moniteur chef au Centre d'Instruction des Troupes de Montagne en Autriche, de 1946 à 1953, puis de 1953 à 1956 l’École de Haute Montagne de Chamonix, aujourd'hui École Militaire de Haute Montagne. Au cours de ces 10 ans, il participe à 37 sauvetages en montagne. Il devient alors entraîneur de l’Équipe de France militaire de ski (1956-1957), puis directeur des équipes nationales (1959-1968). Il quitte l'EHM en 1967

## Carrière d'éducateur
« Monsieur Bonnet » est l'entraîneur de la grande équipe de France de ski alpin entre 1959 et 1968. Les skieurs français gagnent alors en 10 ans 17 médailles (8 or, 6 argent et 3 bronze) lors des Jeux olympiques. Le summum est atteint en 1966 lors des championnats du monde disputés à Portillo au Chili : la France y gagne 16 médailles sur 24 mises en jeu dont 7 en or sur 8 ! Il se retire après le triomphe des Jeux olympiques d'hiver de 1968 à Grenoble.
Entraîneur national puis directeur technique national (DTN) des équipes de France de ski alpin, il a supervisé tous les champions du ski français de 1959 à 1968, dont Jean-Claude Killy qui remporte trois médailles d'or aux Jeux olympiques de 1968. Mais également les sœurs Marielle et Christine Goitschel, championnes olympiques aux JO de 1964 et 1968, Jean Vuarnet, Guy Périllat, Adrien Duvillard, Charles Bozon, Louis Jauffret, François Bonlieu, Léo Lacroix, Georges Mauduit, Isabelle Mir, Annie Famose... toutes et tous médaillés aux JO et aux championnats du monde dans les années 1960. Il redevint entraîneur des équipes de France lors de la saison 1978-1979.

## Publications
Il signe le livre Ski à la française en 1964.

## Décorations et distinctions
- Officier de la Légion d'honneur

- Commandeur de l'ordre national du Mérite
- Commandeur de l'ordre du Mérite sportif‎, à titre exceptionnel (1960)[1]
- Médaille d'honneur pour acte de courage et de dévouement, or

Honoré Bonnet est lauréat du Prix Pierre-Paul-Heckly de l'Académie des sports pour ses qualités de formateur en 1961.

## Postérité
Le 13 juillet 2015, la place d'armes de l'École Militaire de Haute Montagne est baptisée en l'honneur d'Honoré Bonnet.